# Metagonia lancetilla
Metagonia lancetilla là một loài nhện trong họ Pholcidae. Loài này được phát hiện ở Honduras.